# Републикански път III-2302
Републикански път IIІ-2302 е третокласен път, част от Републиканската пътна мрежа на България, преминаващ по територията на Русенска и Разградска област. Дължината му е 40,7 km.
Пътят се отклонява надясно при 12 km на Републикански път II-23 източно от село Червена вода и се насочва на югоизток през Лудогорското плато. Минава през село Семерджиево, югозападната част на град Ветово и северно от град Сеново и навлиза в Разградска област. Тук преминава през западната част на село Просторно и югоизточно от него се свързва с Републикански път II-49 при неговия 48,7 km.
| Пътища, отклоняващи се надясно (населено място, № на пътя, посока на пътя) | km   | Пътища, отклоняващи се наляво (посока на пътя, № на пътя, населено място) |
| -------------------------------------------------------------------------- | ---- | ------------------------------------------------------------------------- |
| Община Русе, Област Русе, II-23, 12 km →                                   | 0,0  | → 12 km, II-23, Област Русе, Община Русе                                  |
| (за с. Ястребово) общински път, с. Семерджиево ←                           | 6,3  | → с. Семерджиево, общински път (за с. Ново село)                          |
| Община Ветово                                                              | 12   | Община Ветово                                                             |
| (от 33,2 km на I-2) III-2001, 11,4 km, гр. Ветово →                        | 18,3 | → гр. Ветово, 11,4 km, III-2001 (до 67,8 km на II-49)                     |
| (за с. Кривня) общински път ←                                              | 27,3 |                                                                           |
| (от 62 km на I-2) III-2003, 17 km →                                        | 30,8 |                                                                           |
|                                                                            | 31,6 | → 17,8 km, III-2003 (до гр. Глоджево)                                     |
| Община Разград, Област Разград                                             | 36,3 | Област Разград, Община Разград                                            |
| с. Просторно                                                               | 39,2 | с. Просторно                                                              |
| (от гр. Търговище) II-49, 48,7 km →                                        | 40,7 | → 48,7 km, II-49 (до 46,5 km на II-21)                                    |

Забележка
1. ↑  На протежение от 0,8 km (от km 30,8 до km 31,6) Републикански път IIІ-2302 се дублира с Републикански път III-2003 (от km 17 до km 17,8)